# Rhachidorus longipennis
Rhachidorus longipennis är en insektsart som beskrevs av Rentz, D.C.F. 1985. Rhachidorus longipennis ingår i släktet Rhachidorus och familjen vårtbitare. Inga underarter finns listade i Catalogue of Life.